# HeXXen 1733
HeXXen 1733 ist ein deutsches Pen-&-Paper-Rollenspiel von Ulisses Spiele.

## Spielwelt
Das Spiel findet in einer alternativen Welt des historischen Barock statt.
In dieser alternativen Realität des 18. Jahrhunderts wurde im Jahre 1640 versehentlich im Schwarzwald ein Tor zur Hölle geöffnet, durch das Kreaturen wie Hexen, Werwölfe und Vampire in unsere Welt einfielen. 93 Jahre später sind Staaten zusammengebrochen, der Dreißigjährige Krieg wurde formal nie beendet, und Teile Europas (vor allem die Niederlande) versanken in den Fluten, die 1695 aus einer Beschwörung des biblischen Leviathan resultierten.
"Im Zentrum Europas entstand die größte Bedrohung für die umliegenden Staaten. Das Gebiet des Schwarzwaldes und später auch großer Teile der Schwäbischen Alb gerät 1640 unter die Fittiche Seiner Abscheulichkeit König Asmodäus, dem Verschlinger. Dieses Gebiet ist heute als Höllenmark oder Markovia bekannt.
Der Ostteil Frankreichs ist zu kleinen Staaten zerfallen, die sich 1661 zum Vereinigten Königreich Burgund zusammengeschlossen haben, das aber ein weniger homogenes Staatengebilde ist, als der Name suggeriert.
Der Rest Frankreichs wird vom Sonnenkönig Ludwig XIV. zusammengehalten, der aus mysteriösen Gründen immer noch lebt und aussieht wie in jungen Jahren.
Der Norden der Niederlande versank 1695 in den Fluten der Nordsee. Mittlerweile hat sich das Meer zwar zurückgezogen, doch hausen dort nun Untote und andere finstere Wesen. Der Süden der Niederlande (das heutige Belgien) blieb von der Katastrophe verschont und ist zu einem wichtigen Handelsposten und Anziehungspunkt für Abenteurer geworden.
Seit der Beschwörung des Leviathan vor 38 Jahren ist unklar, was aus den Britischen Inseln geworden ist. Niemand konnte seitdem die tückische Nordsee und den Nebel zwischen dem Festland und den Inseln überqueren und lebend zurückkehren.
Portugal und Dänemark hat es ähnlich wie die Niederlande getroffen, Spanien blieb dagegen weitgehend von den Umwälzungen seit 1640 verschont.
"Ein trauriges Schicksal ereilte ganz Skandinavien. Beginnend mit dem Jahr 1644, also vier Jahre nach dem Öffnen des Höllentors, beginnt der Lange Harte Winter, der bis heute anhält. Von Norden her schieben sich immer mehr Eismassen gen Süden, der Himmel bewölkt sich zusehends.".
Eine Besonderheit von HeXXen 1733 stellt das Seelenlicht dar. Dabei handelt es sich um eine Energieform, die durch das Einfangen sogenannter Sturmgeister und die Nutzung ihrer Magie in Seelenfallen entsteht. Diese Technik wird nach der Universität Sorbonne in Paris Sorbonnik genannt. Diese Energie führt dazu, dass die Industrialisierung in der HeXXen-Welt deutlich früher als in der Realität einsetzt. Sie dient in der Spielwelt oftmals als Lichtquelle in den Städten und stellt im Grunde einen Ersatz für Dampfkraft und Elektrizität dar und ist eine Anleihe an das Steampunk-Genre.

## Spielatmosphäre
Das Spiel orientiert sich an Filmen wie Hänsel und Gretel: Hexenjäger, Sleepy Hollow oder Solomon Kane und ist im Kern ein vom Verlag sogenanntes "Cinematisches Popcorn-Rollenspiel in einer finsteren Welt".
Daneben legt HeXXen auch Wert auf einen einigermaßen historischen Hintergrund, der sich vor allem in Aspekten wie den Waffen, Kleidung, Musik und auch der Anwesenheit von historischen Persönlichkeiten zeigt.
Davon weicht das Spiel aber wiederum in Bezug auf magische und dämonische Effekte ab, um insgesamt eine Atmosphäre zu erzeugen, die sich neben den erwähnten Filmen vor allem auch an der Märchenwelt der Gebrüder Grimm orientiert, allerdings nicht an den modernen Disney-Versionen dieser Erzählungen, sondern an der klassischen dunklen Erzählweise.
"Dort ist das Einhorn keine strahlende Hoffnungsfigur, sondern ein wildes, grausames Geschöpf (wie nachzulesen in Das tapfere Schneiderlein)".

## Spielmechanismus
Der Verlag meint dazu: "In einem cinematischen Rollenspiel stehen Spaß und eine spannende Geschichte über Realismus und Detailverliebtheit. Viele Regeln sind daher abstrakt gehalten, während wir einen Fokus auf spektakuläre Effekte im Kampf legen."
Das Regelwerk ist demnach relativ kampflastig beziehungsweise actionorientiert, soziale Konflikte werden hauptsächlich erzählerisch ausgetragen.

## Geschichte
Das Spiel war bis zum Ende des Crowdfundings für einen Erweiterungsband für Das Schwarze Auge das erfolgreichste Crowdfunding für ein Pen & Paper Rollenspiel im deutschsprachigen Raum und übertraf die Erwartungen des Entwicklers Mirko Bader und des Verlages deutlich. Mit über 100.000 Euro Einnahmen und 700 Unterstützern wurde es schnell sehr bekannt in der deutschsprachigen Szene.
Das am 7. November 2018 zu Ende gegangene zweite Crowdfunding endete ebenfalls sehr erfolgreich, wenn auch nicht ganz so wie das erste. Mit 449 Einzahlern und über 73.000 Euro wurden trotzdem fast alle Bonusziele erreicht. Der Verlag hatte vor dem Crowdfunding Ziele bis 80.000 Euro erstellt, diese zum Ende hin aber etwas nach unten korrigiert.
Der Verlag beabsichtigt weitere Werke im Rahmen von Crowdfundings zu produzieren und diese in Phasen zu unterteilen.
HeXXen 1733 basiert auf dem nichtkommerziellen Spiel HeXXen 1730 des Autors Mirko Bader, das auch nach Veröffentlichung der professionalisierten Version weiterhin kostenlos zum Download auf dem Blog verfügbar ist.

## Bisher erschienene Produkte (Auszug)
- Buch der Regeln

Das Hardcover-Buch enthält neben den Grundregeln, Ausbauregeln und Regeln zur Erschaffung der Spielercharaktere einen recht knappen Teil zur Hintergrundwelt, Informationen zur Kleidung zu dieser Zeit und einige Nichtspielercharaktere und Monster.
- Werkzeuge des HeXXenmeisters

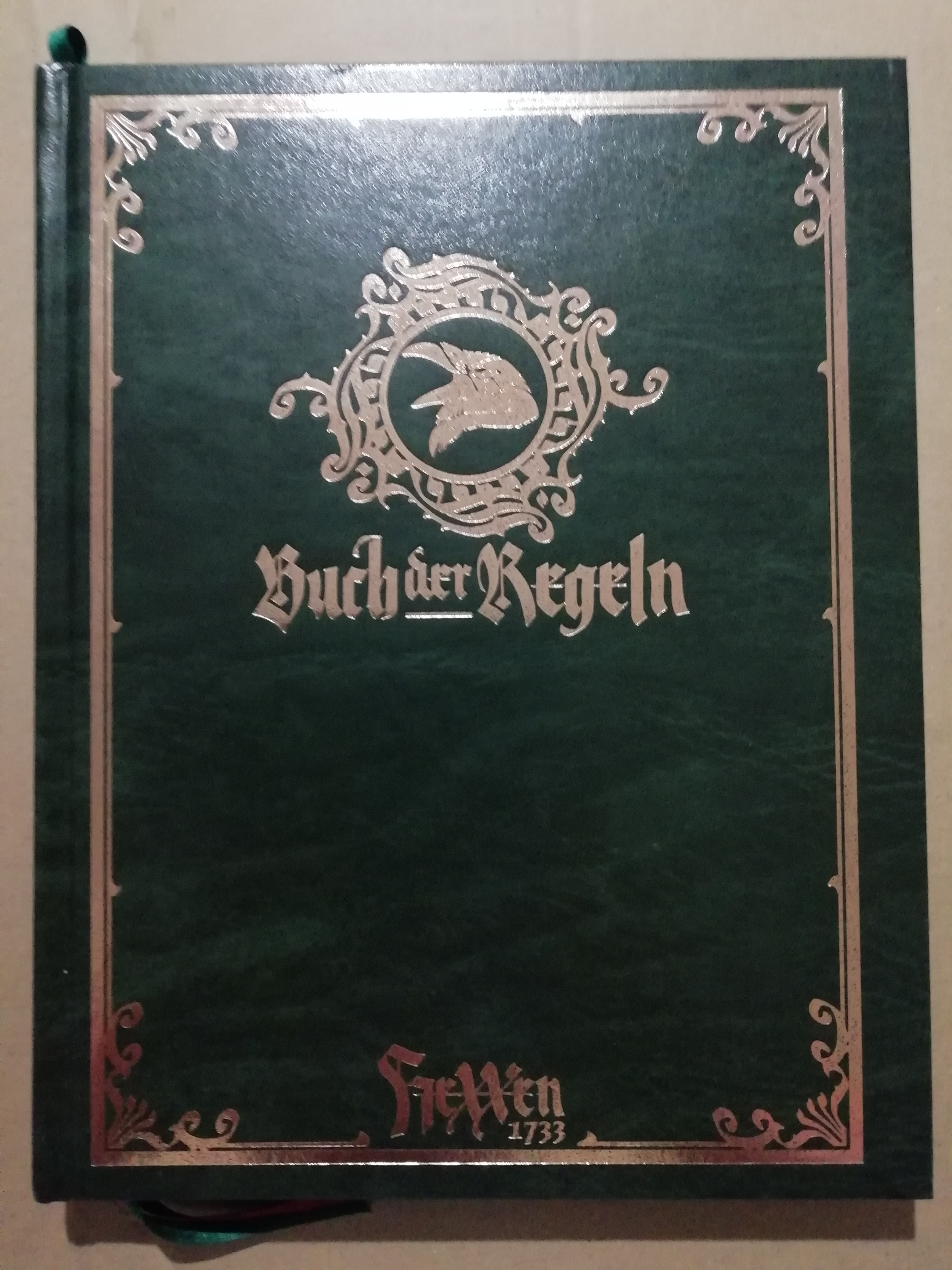
Foto des Regelbuchs

Die Box „Werkzeuge des HeXXenmeisters“ enthält Spielmaterial, das sich vor allem an den Spielleiter richtet. Dazu gehören Marker, 18 HeXXenwürfel in einem Säckchen, eine Karte von Europa, eine Tischmatte, sowie ein Begleitheft für den HeXXenmeister mit diversen Spielhilfen. Außerdem enthält die Box einen DIN A5-Spielleiterschirm (optisch und inhaltlich mit dem einzeln verkauften HeXXenmeisterschirm identisch, allerdings kleiner und aus weniger stabilem Material) sowie ein Abenteuerheft mit kurzen Einsteigerabenteuern. Auch liegt der Box der Atmosphären-Soundtrack „Reise durch den Zauberwald“ von Ralf Kurtsiefer bei.
Der Name der Box ist eine Hommage an eine der ersten Erweiterungsboxen für Das Schwarze Auge namens "Werkzeuge des Meisters" von 1984. Aus dieser Hommage an den Meister bei DSA resultiert auch die Benennung des Spielleiters als "HeXXenmeister".
- Königreich der Dornen

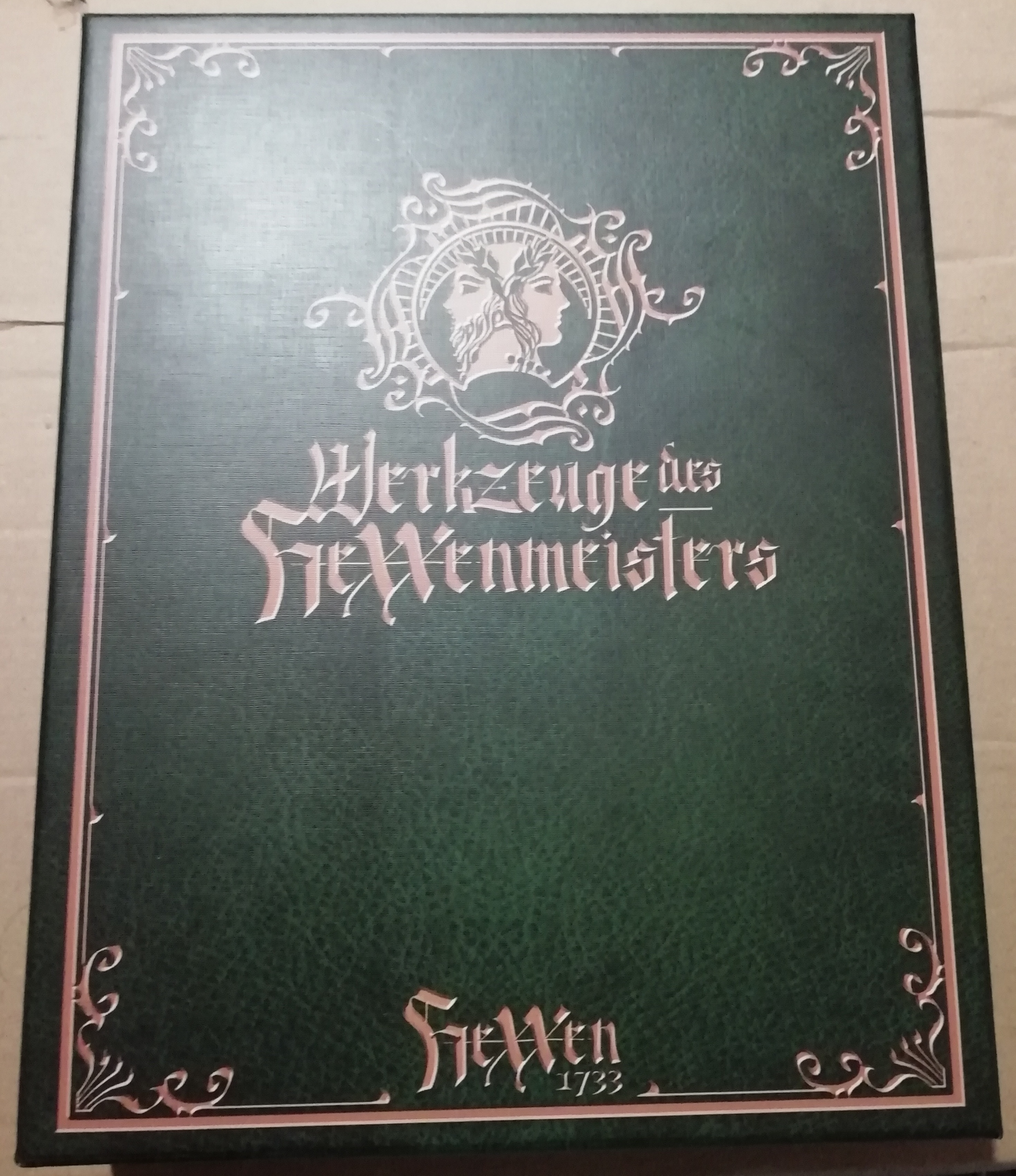
Box Foto

Hierbei handelt es sich um eine Box mit einer Kampagne im Erzgebirge, einem Regionalband und den dazugehörigen Spielmarkern zur Visualisierung der Kämpfe. Die Hefte in der Box sind ohne Hardcover produziert.
- Archiv des Wächterbundes I und II

Im Crowdfunding wurden diverse Sonderhefte freigeschaltet, die ursprünglich einzeln erscheinen sollten, schließlich aber ungeplant als Hardcover-Buch erschienen sind. Darin sind unter anderem die fünf Spielercharaktere der Crowdfunding-Teilnehmer mit dem höchsten Budget enthalten, zudem diverse Kurzabenteuer und Kurzgeschichten, ein kurzes Artbook mit Illustrationen und Kommentaren, das Abenteuer „Besessen“ und eine zusätzliche Spielhilfe für die Kampagnenbox „Königreich der Dornen“. Im Rahmen des zweiten Crowdfundings erschien ein weiteres Archiv. 
- HeXXenmeisterschirm

- Deluxe-Jägerbögenset

- HeXXenklänge (Soundtrack)

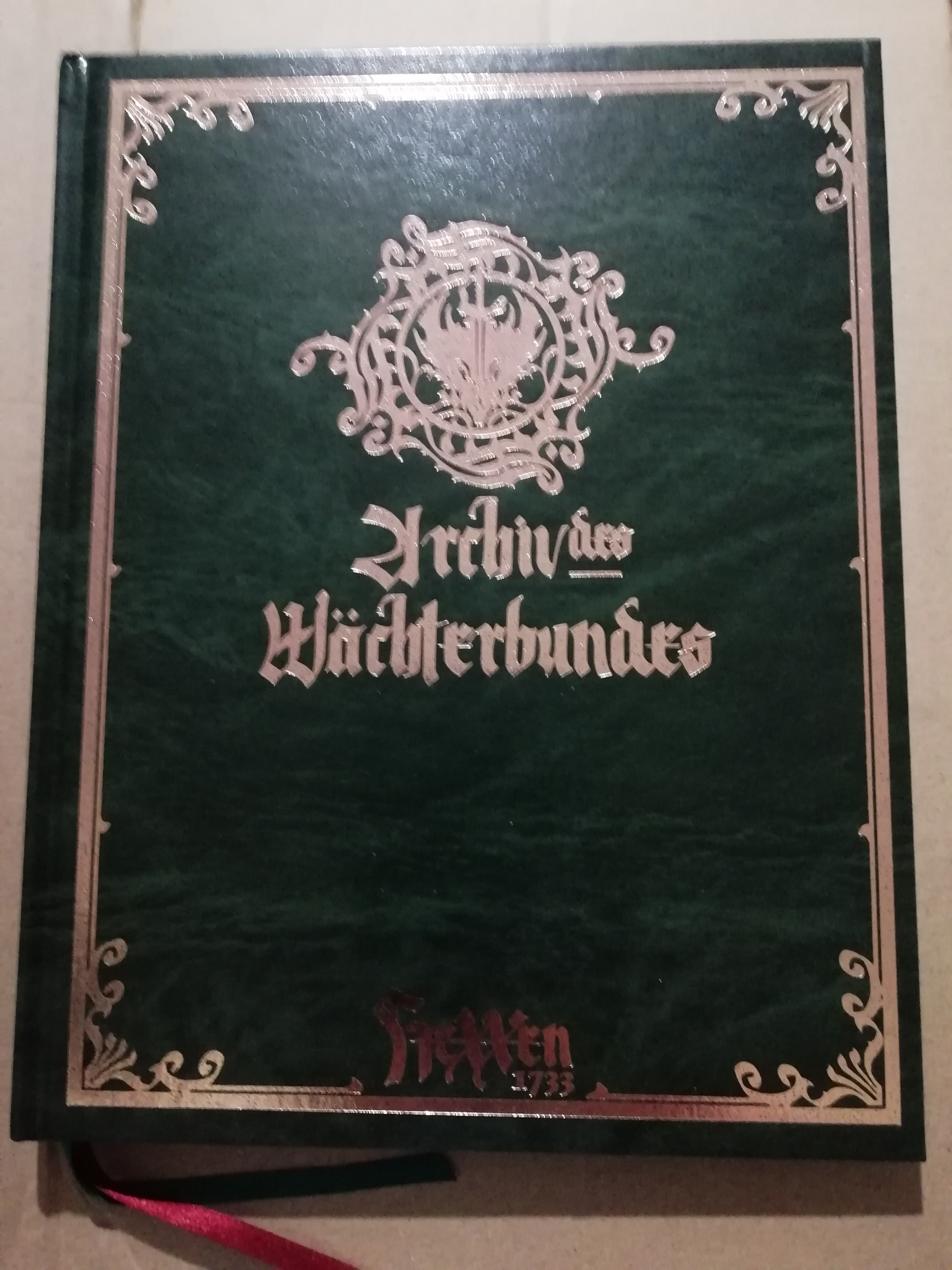
Foto des Buchs

- HeXXenjagd – Kompendium für den Hexenjäger

Hierbei handelt es sich um einen Quellenband mit Spielerwissen rund um die HeXXenwelt. Der Band wurde im Rahmen des zweiten Crowdfundings finanziert. Spielern stehen zudem weitere Rollen, Motivationen und Professionen offen, um das Spielerlebnis zu vertiefen.
- HeXXenzorn – Grimoire für den HeXXenmeister

Hierbei handelt es sich um einen Hintergrundband zur HeXXenwelt für den Spielleiter, mit neuen Kräften, Gegnern und Geheimnissen. Der Band wurde im Rahmen des zweiten Crowdfundings finanziert. U.a. werden die Hintergründe der namensgebenden Hexen näher erläutert.
Der Verlag hat außerdem kurz nach Veröffentlichung ein Regelwiki (ähnlich dem bereits erschienenen für Das Schwarze Auge) online gestellt.

## Besonderheiten der Bücher
Im Gegensatz zu den meisten anderen Rollenspielen erscheinen die Hardcover-Ausgaben der Bücher schon in der Standardversion mit einem Cover aus Kunstleder, bei anderen Rollenspielen wie "Das Schwarze Auge" oder Splittermond entspricht dies einer (dort deutlich teureren) "Deluxe"-Ausgabe.
Die Begründung dafür nennt Mirko Bader: "Ursprünglich war das tatsächlich für die Deluxe-Ausgabe geplant. "..." wir wollen ja ein Buch abliefern, was auch stilistisch etwas in die Barock-Zeit passt und an ein Märchenbuch erinnert. Und da es alle gut fanden, haben wir uns dann entschieden, die Deluxe-Variante zum Standard zu machen."
Alle Werke sind durchgehend farbig gestaltet.
Die Bücher erscheinen im amerikanischen Letterformat. Die deutliche Vereinfachung einer späteren Übersetzung für den US-amerikanischen Markt wurde als Grund genannt. Dies liegt daran, dass die amerikanischen Bücherregale auf das kleinere Letterformat ausgelegt sind und DIN A4 dort zu groß wäre, während bei uns das kleinere Format in den höheren Regalreihen keine Probleme bereitet.
Das Letterformat wurde allerdings nicht konsequent verwendet, bei dem vorab veröffentlichten Schnellstarter, dem HeXXenmeisterschirm und den Deluxe-Jägerbögen verwendet der Verlag DIN A4. Dieser Umstand sorgte für einigen Unmut in der Community.